# Piaggio P.119
Piaggio P.119 – prototypowy włoski samolot myśliwski z początku lat 40. XX wieku wytwórni Piaggio, charakteryzujący się nietypowym układem konstrukcyjnym, z silnikiem gwiazdowym umieszczonym w środku kadłuba.

## Historia
Pod koniec lat 30. XX wieku inżynier Giovanni Casiraghi pracujący w firmie Piaggio zaprojektował samolot myśliwski charakteryzujący się awangardowym układem konstrukcyjnym. W swoim projekcie oznaczonym jako P.118, Casiraghi zaproponował użycie do napędu samolotu dwóch silników gwiazdowych umieszczonych pośrodku kadłuba bokiem do kierunku lotu. Planowano zastosowanie jednostek Piaggio P.XI RC.40. Były to 14-cylindrowe silniki gwiazdowe o mocy 1000 KM każdy (na wysokości 4000 m), które napędzałyby śmigło poprzez układ przekładni kątowych oraz długiego wału śmigła umieszczonego klasycznie, z przodu samolotu. Projekt był jednak na tyle skomplikowany, iż zrezygnowano z dwóch silników na rzecz pojedynczej jednostki, 18-cylindrowego silnika gwiazdowego P.XXII RC.35 o mocy 1700 KM (na wysokości 3500 m), ale umieszczonego również w środku kadłuba. Tak zmodyfikowany projekt otrzymał oznaczenie P.119. Takie rozwiązanie, zastosowane również w amerykańskim samolocie Bell P-39 Airacobra, poprawiało zwrotność samolotu, przesuwało kabinę pilota do przodu maszyny, a także zwiększało widoczność do przodu i do dołu maszyny. Pozwalało również wykorzystać cały przód kadłuba na miejsce umieszczenia uzbrojenia strzeleckiego. W marcu 1939 roku projekt P.119 został zaprezentowany Ministerstwu Lotnictwa. 2 czerwca 1940 roku wytwórnia dostała zlecenie zbudowania prototypowej maszyny. Budowa prototypu zajęła dwa lata. Z powodu trwających i niedokończonych prac nad silnikiem P.XXII RC.35, w prototypie zastosowano jednostkę Piaggio P.XV RC.60-2V. Między 12 a 16 listopada 1942 roku ukończony prototyp przeszedł pomyślnie próbne kołowania na lotnisku Villanova d'Albenga. Miesiąc później, 19 grudnia 1942 roku maszyna po raz pierwszy wzbiła się w powietrze. Za jej sterami siedział pilot doświadczalny Nicoló Lana. Loty próbne nie przebiegały pomyślnie: występowały problemy z chłodzeniem silnika. Z tego powodu klapki regulujące przepływ powietrza musiały pozostawać cały czas w pozycji otwartej. Zaburzało to opływ powietrza wokół kadłuba powodując drgania skrzydeł. Nie wyeliminowano również drgań zastosowanego silnika gwiazdowego. 2 sierpnia 1943 roku maszyna uległa wypadkowi: podczas lądowania doszło do zablokowania hamulców kół podwozia, w wyniku czego samolot stanął na dziobie. Uszkodzeniu uległ dziób maszyny, śmigło i końcówka jednego ze skrzydeł. Nie podjęto naprawy prototypu, a 8 września 1943 roku rząd Pietra Badoglia ogłosił zawieszenie broni z aliantami, tym samym dalsze prace zostały wstrzymane.

## Konstrukcja
P.119 był wolnonośnym dolnopłatem o całkowicie metalowej konstrukcji, jedynie lotki i stery pokryte były płótnem. Skrzydła o konstrukcji dwudźwigarowej, składały się z centropłata będącego integralną częścią kadłuba oraz części zewnętrznych. Przed skrzydłami, pod kadłubem znajdował się duży wlot powietrza do chłodzenia silnika. Nad kadłubem, za kabiną pilota umieszczono wlot powietrza do gaźnika. Podwozie klasyczne, golenie podwozia głównego chowane na boki w kierunku kadłuba oraz stałe kółko ogonowe. Zaprojektowano szeroki kadłub zdolny pomieścić w środku duży silnik gwiazdowy. Wokół kadłuba znajdowały się otwierane klapy, którymi regulowano przepływ powietrza chłodzącego silnik. Silnik napędzał trójłopatowe, samoprzestawialne śmigło Piaggio P.1002 o średnicy 3,3 m.

## Uzbrojenie
Obfitość miejsca z przodu samolotu zaowocowała silnym uzbrojeniem strzeleckim, jakie zamierzano umieścić w samolotach seryjnych. Miały znajdować się tam cztery karabiny maszynowe Breda-SAFAT kalibru 12,7 mm z łącznym zapasem amunicji dla wszystkich czterech luf wynoszącym 2000 nabojów oraz pierwotnie, pojedyncze działko Breda AVID CL-20 kalibru 20 mm strzelające przez wał śmigła i dysponujące zapasem amunicji wynoszącym 110 nabojów. W toku dalszych prac projektowych zrezygnowano z działka 20 mm na rzecz silniejszego, o kalibrze 37 mm. Planowano również w skrzydłach samolotu umieścić dodatkowe cztery karabiny maszynowe kalibru 7,7 mm oraz trzy wyrzutniki bomb, pod kadłubem i dwóch pod skrzydłami.